# Nižný Čaj
Nižný Čaj (maďarsky Alsócsáj) je obec na východním Slovensku v okrese Košice-okolí.

## Dějiny
Pravá strana řeky Olšavy, kam patří i obec Nižný Čaj, byla osídlená už v 9. a 10. století. První písemná zpráva o Nižném Čaji pochází z roku 1335. V té době obec spolu s Vyšným Čajem patřila jedné větvi rodu Aba, jejímž posledním žijícím dědicem byl Dominik, syn Lacka, jenž se označoval predikátem z Trsteného pri Hornáde (de Nassad), jelikož tam měl své sídlo. Podle zmínky z roku 1335 teda víme, že tehdy již existovaly obce Vyšný Čaj a i Nižný Čaj jako plně vyvinuté vsi.
Podle soupisu dle vyznání je známo, že v roce 1746 obývali Nižný Čaj Maďaři i Slováci, avšak maďarština zde dominovala. V letech 1880 – 1900 se mnozí obyvatelé obce vystěhovali. V letech 1938 – 1945 byla obec připojená k Maďarsku.

### Znak, pečeť a vlajka obce Nižný Čaj
Popis znaku obce Nižný Čaj: v modrém poli v stříbrně vzájemně přivráceny krojidlo s radlicí, zprava doprovázeny klínem (otkou) zaraženým do zaobleného zlatého pažitu.
Pečeť obce pochází z roku 1784. Měla kruhopis SIGIL POS A CSAJ 1784. Současná pečeť znázorňuje obecní znak s názvem obce.
Vlajka obce Nižný Čaj se skládá z devíti podélných pruhů v barvách modré, žluté, modré, bílé, modré, žluté, modré, bílé a modré. Má poměr stran 2:3 a ukončená je třemi cípy, to jest dvěma sestřihy, sahajícími do třetiny listu.

### Římskokatolická církev
Farní úřad měla obec v Nižné Myšli, kde býval i jezuitský klášter. Do roku 1926 měli věřící k dispozici jen dřevěnou zvonici. V tom roce byl postaven kostel Ježíše Krista Krále, který byl částečně opraven roku 1947. Poslední oprava se konala v roce 1995. V roce 2001 se při sčítaní lidu hlásilo k římskokatolické církvi 187 obyvatel.

### Reformovaná církev
Zdejší kalvinisté patří pod mateřský sbor (matkocirkev) Bohdanovce. V obci se nachází pouze zvonice postavená v 80. letech 20. století. Do té doby tu stála jen dřevěná zvonice. K reformované církvi se v Nižném Čaji hlásí 47 osob.

### Evangelická cirkev augsburského vyznání
Evangelíci se do obce přistěhovali na přelomu 19. a 20. století, pravděpodobně ze Svinice či z oblasti v okolí řeky Topľa (obce Soľ a Komárany). Patří pod mateřský sbor (matkocirkev) Košice staré mesto. V současnosti se k ní v obci hlásí 13 obyvatel.

### Řecko-katolická církev
Řečtí katolíci z Nižného Čaje patří pod farnost Sady nad Torysou část Zdoba. Jejich počet je nepatrný, dříve byli početnější. K tomu došlo kvůli násilné likvidaci této církve totalitním režimem ČSSR v roce 1950, kdy se věřící museli stát pravoslavnými.

### Hasičský sbor
V roce 1929 zde byl z podnětu 16 občanů založen dobrovolný hasičský sbor. Předsedou byl zvolen Ján Pereš. Ke dni 5. června 1955 získali motorovou stříkačku. V 60. – 80. letech se hasičský sbor zúčastňoval různých hasičských soutěží pod vedením Vincenta Kľučára.